# Alto Consiglio di Stato (Libia)
L'Alto Consiglio di Stato (in arabo المجلس الأعلى للدولة‎?) è un organo legislativo della Libia.

## Storia
Il Consiglio di Stato nasce dall'Accordo Politico Libico del 17 dicembre 2015, voluto dalle Nazioni Unite per mettere fine agli scontri interni tra le principali fazioni del paese.
I suoi deputati sono nominati dal Nuovo Congresso nazionale generale, formato dai membri del precedente Congresso nazionale generale che opera in Libia tra il 2012 e il 2014. Il primo incontro dell'Alto Consiglio si è tenuto il 27 febbraio 2016, ma ha inaugurato i suoi lavori con una cerimonia formale al Radisson Blu Al Mahary Hotel di Tripoli il 5 aprile 2016. La sua sede istituzionale è Rixos Al Nasr Convention Centre, che già ospitava il Congresso nazionale generale, dove si trova dal 22 aprile. Il Presidente dell'Alto Consiglio di Stato è Abdulrahman Asswehly.
Il 22 settembre 2016, con un comunicato ufficiale, l'Alto Consiglio ha esautorato la Camera dei Rappresentanti di Tobruch dall'attività legislativa, così da assumere da solo il potere legislativo.
L'8 aprile 2018 è stato nominato come nuovo presidente del Consiglio di Stato Khalid Almishri, con 64 voti contro i 45 ottenuti dall'ex presidente Seweli.
Il 6 agosto 2023 è stato nominato come nuovo Presidente del Consiglio di Stato Mohamed Takala, che ha vinto al secondo turno con 67 voti contro i 62 voti del predecessore Almishri. Eletto primo vice presidente Masoud Ebeid e secondo vice presidente Omar Al-Obeidi.

## Presidenti
- Abdurrahman Sewehli (5 aprile 2016 - 8 aprile 2018)
- Khalid Almishri (8 aprile 2018 - 6 agosto 2023)
- Mohamed Takala (6 agosto 2023 - in carica)